# Adalah (Organisation)

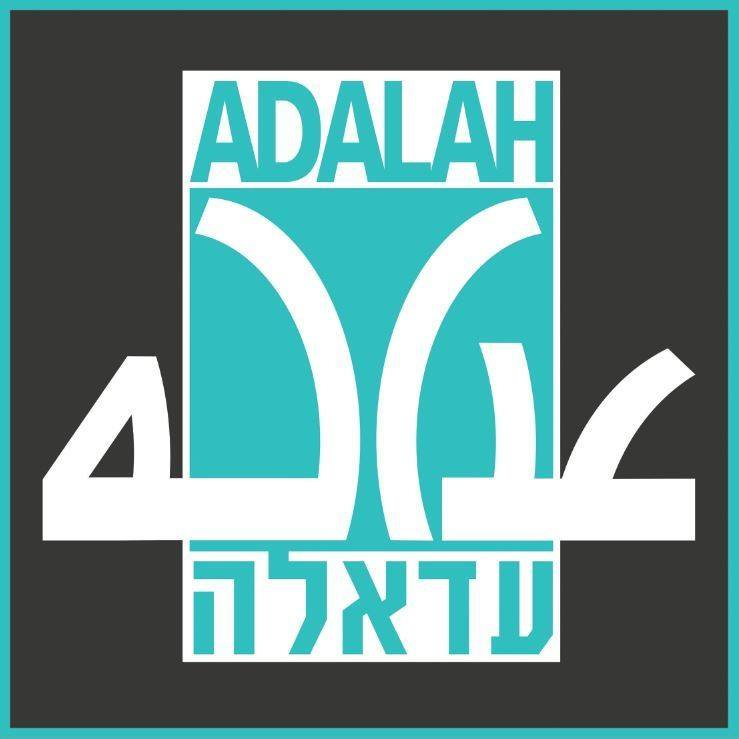
Logo von Adalah

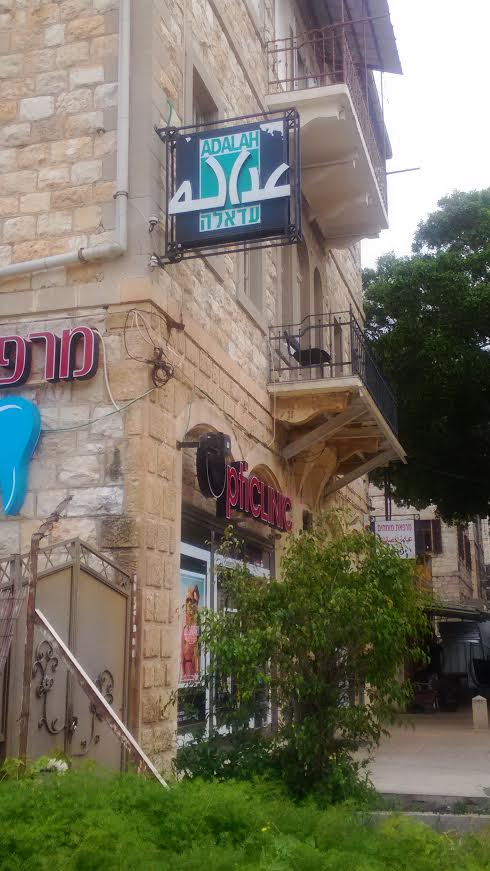
Headquarters in Haifa

Adalah (hebräisch עדאלה – המרכז המשפטי לזכויות המיעוט הערבי בישראל, arabisch عدالة – المركز القانوني لحماية حقوق الأقلية العربية في إسرائيل) ist eine in Haifa ansässige unabhängige Menschenrechtsorganisation für die politische und juristische Interessenvertretung der arabischen Minderheit in Israel. „Adalah“ – auf Deutsch „Gerechtigkeit“ –  wurde im November 1996 gegründet. Die Organisation reicht beim Obersten Gericht Israels Petitionen ein und gibt Privatpersonen, Nichtregierungsorganisationen und Institutionen Rechtsberatung. Adalah setzt sich im nationalen und internationalen Recht für die individuelle und kollektive Gleichberechtigung der arabischen Einwohner Israels sowie für die allgemeinen Menschenrechte der unter israelischer Besatzung lebenden Palästinenser ein. Die Organisation gibt Publikationen und Analysen zu wichtigen Rechtsthemen heraus. Pressemitteilungen auf Arabisch, Hebräisch und Englisch erscheinen sowohl in der Region als auch international. Es werden auch regelmäßig Nachrichtenupdates herausgegeben.

## Geschichte
Adalah zählt zu den Menschenrechtsorganisationen zur Interessenvertretung der arabisch-palästinensischen Minderheit, die infolge der politischen und demografischen Veränderungen durch Oslo I und Oslo II entstanden. Der Oslo-Friedensprozess ermöglichte den Palästinensern eine autonome Verwaltung im Gazastreifen und in Teilen des Westjordanlands.

„Adalahs wichtigstes Ziel ist die individuelle und kollektive Gleichberechtigung der Arabisch-Israelischen Bevölkerung Israels in allen Bereichen. Sie setzt sich für gleiche zivile und politische Rechte, kulturelle, soziale und ökonomische Rechte ein, für Eigentumsrechte an Land und Immobilien, für die Rechte der arabischen Gemeinden und der illegalen beduinischen Gemeinden.“

## Positionen
Adalah ist der Auffassung, dass Israels palästinensische Bevölkerung in über 50 Gesetzen diskriminiert wird.
Adalah kritisierte, dass arabische Schüler jüdische Kultur und Geschichte im Lehrplan haben und die Bibel ein Pflichtfach zur Erlangung des Abiturs ist, arabische Inhalte jedoch nicht oder nur fakultativ belegt werden können.
Kritisiert wurde die im Jahr 2003 vom israelischen Parlament verabschiedete Änderung des Staatsbürgerschaftsrechts, wonach Palästinenser, die israelische Staatsbürger heiraten, weder einen dauerhaften Aufenthaltsstatus, noch die israelische Staatsangehörigkeit erhalten. Es geht dabei um israelische Araber, die Palästinenser heiraten.
2007 legte Adalah einen Verfassungsentwurf für Israel vor. Darin präsentiert sie ihr Konzept eines binationalen Staates und fordert, das ethnokratisch strukturierte Land zu demokratisieren. In Israel hat aus der Sicht von Adalah allein die ethnische Mehrheit volle Bürgerrechte, die etwa 20 Prozent palästinensisch-arabischer Staatsbürger dagegen nicht.
Im November 2008 erhob Adalah förmliche Einwände gegen Israels regionalen Entwicklungsplan für Jerusalem. Die Organisation vertrat die Ansicht, der Entwicklungsplan werde palästinensisches Wohngebiete noch weiter als bisher voneinander trennen und dadurch die Entwicklungsmöglichkeiten für Palästinenser weiter einschränken.
Adalah hat insgesamt 20 Klagen gegen israelische Soldaten, die in Gaza aktiv waren, eingereicht. 2010 veröffentlichte Adalah mehrere Studien über die Glaubwürdigkeit der israelischen Untersuchungen zur Gaza-Offensive, über die Behandlung palästinensischer Gefangener und über die Nichteinhaltung internationaler Standards bei den israelischen Untersuchungen.
Der Goldstone-Bericht von 2009 fasst die Ergebnisse einer Untersuchung zusammen, die von den Vereinten Nationen zum Gazakrieg in Auftrag gegeben wurde. In diesem Bericht, der unter anderem Verstöße der israelischen Streitkräfte gegen das Kriegsvölkerrecht dokumentiert, wird Adalah mehrfach zitiert.
Im Oktober 2010 wies Adalah anlässlich der Ausweisung der irischen Friedensnobelpreisträgerin Mairead Maguire darauf hin, dass Israel kritischen Intellektuellen wiederholt die Einreise verweigert habe. Dazu gehörten der Aktivist Noam Chomsky und der UN-Sonderberichterstatter für die Menschenrechte, Richard Falk.
2012 hat Adalah das 2011 von der Knesset beschlossene Admissions Committee Law als Beispiel für eine diskriminierende Gesetzgebung an Menschenrechtsbeauftragte in den USA und in Europa weitergegeben. Daraufhin haben es das US State Department und die Europäische Kommission in ihre Berichte zu Israel aufgenommen. Im September 2014 bestätigte das Oberste Gericht Israels die Verfassungsmäßigkeit dieses Gesetzes. Adalah kommentierte dieses Urteil mit den Worten, das Gericht legalisiere das Prinzip der Trennung von Wohngebieten arabischer und jüdischer Einwohner und erlaube dadurch den alltäglichen Rassismus gegen arabische Einwohner in 434 israelischen Gemeinden.
Adalah wendet sich auch gegen Israels Politik gegenüber den Beduinen des Negev. Das „Israel Land Administrative Office“ (Büro der israelischen Landesverwaltung) versprüht nach Adalahs Darstellung Chemikalien, um die Getreideernten der Beduinen zu vernichten. Adalah hat die Regierung deswegen verklagt. Am 30. Mai 2013 publizierte Adalah ein von der Europäischen Union finanziertes Positionspapier, das Israel beschuldigt, die historisch gewachsene Bindung der Beduinen an ihr Land in umfassender und endgültiger Weise gewaltsam zu lösen. Im Mai 2015 legte die Organisation im Namen der Bewohner des Beduinen-Dorfes Umm al-Ḥīrān vor dem Obersten Gericht vergeblich Einspruch gegen dessen bevorstehende Räumung ein.
Während des Gaza-Kriegs 2014 übermittelt Adalah am 22. Juli dem UN-Menschenrechtsrat eine Stellungnahme. Darin verurteilt Adalah die Angriffe der israelischen Armee auf die palästinensische Zivilbevölkerung als unrechtmäßig sowie als grobe Verletzung des humanitären Völkerrechts und des internationalen Strafrechts. Adalah forderte die Einsetzung einer unabhängigen Untersuchungskommission.
Am 20. August 2015 setzte das Oberste Gericht Israels die Verwaltungshaft gegen den palästinensischen Anwalt Mohammed Allan aus, weil er sich infolge eines Hungerstreiks in Lebensgefahr befand. Am 16. September 2015 wurde er erneut inhaftiert. Adalah reichte am 17. August 2015 eine Petition ein, in der sie dazu auffordert, die Verwaltungshaftanordnung aufzuheben, weil Allan aufgrund seines schlechten gesundheitlichen Zustands keine Bedrohung darstelle. Das Gericht setzte die Haftanordnung lediglich aus, ohne sie gänzlich aufzuheben.

## Kritik
Seit den Auseinandersetzungen um den Gaza-Krieg von 2008/2009 werden einige Nichtregierungsorganisationen in Israel heftig kritisiert. 2010 warf die rechtsgerichtete Organisation „Im Tirtzu“ mindestens 12 israelischen Menschenrechtsorganisationen vor, sich dafür einzusetzen, dass Israelis, denen eine Verletzung des humanitären Völkerrechts vorgeworfen wird, auch von Gerichten außerhalb Israels angeklagt werden können. Dem New Israel Fund und der Ford Foundation wurde vorgeworfen, diese Menschenrechtsorganisationen zu unterstützen.
Israelischen Menschenrechtsorganisationen, darunter Adalah, wurde in Deutschland vorgehalten, sie würden zum Raketenbeschuss israelischer Dörfer aus dem Hamas-beherrschten Gaza-Streifen schweigen, dagegen die israelische Gaza-Politik verurteilen. Es wurde außerdem argumentiert, dass nach den Kriterien von Adalah wohl jeder Staat der Erde ein „Apartheidstaat“ sei. In der großen Mehrzahl der von Adalah als diskriminierend aufgelisteten Gesetze werde Religion oder Ethnie nicht erwähnt, sie würden gleichermaßen für jeden Staatsbürger gelten.

## Finanzierung
Im Zeitraum 2012 bis 2015 hatte Adalah Einnahmen in Höhe von 11.526.902 NIS (umgerechnet rd. 2,8 Millionen EUR). Davon waren 48 Prozent private Spenden, 26 Prozent direkte Zuwendungen von Regierungen, 19 Prozent kamen von christlichen Hilfsorganisationen und 7 Prozent spendeten jüdische Gruppierungen. Die größten Einzelspenden:
| Jahr | Betrag in NIS | Land        | Geldgeber                                            |
| ---- | ------------- | ----------- | ---------------------------------------------------- |
| 2012 | 1.337.430     | Niederlande | Oxfam Novib                                          |
| 2013 | 1.180.758     | Niederlande | Oxfam Novib                                          |
| 2012 | 766.003       | Privat      | Open Society Institute                               |
| 2013 | 737.400       | Privat      | Open Society Institute                               |
| 2013 | 502.654       | Deutschland | Brot für die Welt – Evangelischer Entwicklungsdienst |
| 2012 | 474.621       | Deutschland | Brot für die Welt – Evangelischer Entwicklungsdienst |
| 2012 | 428.419       | Privat      | New Israel Fund                                      |
| 2013 | 421.004       | Privat      | New Israel Fund                                      |
| 2012 | 383.560       | Privat      | Ford Foundation                                      |